# Dominick Andrew Sidney Browne
Dominick Andrew Sidney Browne, britanski general, * 1904, † 1982.